# Новая Покровка (Самарская область)
Новая Покровка — деревня в Борском районе Самарской области. Входит в состав сельского поселения Петровка. 

## География
Находится на левом берегу реки Кутулук на расстоянии примерно 27 километров по прямой на северо-восток от районного центра села  Борское.

## Население
Постоянное население составляло 251 человек (русские 89%) в 2002 году, 239 в 2010 году.